# THE MUSIC DAY 2024
『THE MUSIC DAY 2024 サプライズ』（ザ・ミュージック・デイ 2024 さぷらいず）は、日本テレビ系列で2024年7月6日の15:00 - 22:54（JST）に生放送された通算12回目の『THE MUSIC DAY』。

## 概要
総合司会は前年に引き続き櫻井翔が、進行は羽鳥慎一、水卜麻美（日本テレビアナウンサー）、バカリズムが務める。
また、今年の1月1日に、石川県能登地方で「令和6年能登半島地震」の被害を受けて金沢市の石川県産業展示館で復興ライブ「PEACEFUL PARK 2024 for 能登」の中継も実施。

## 主な企画

### JO1 歌う曲を決めるのはあなた！投票企画
- JO1「Love seeker」または「SuperCali」

### 会場まるごと縦断マイクリレーメドレー
- DA PUMP「U.S.A.」
- AKB48「ポニーテールとシュシュ」
- timelesz「人生遊戯」
- ゴールデンボンバー「女々しくて」

### 愛され続ける名曲メドレー
- 石井明美「CHA-CHA-CHA」
- MOON CHILD（ササキオサム）「ESCAPE」
- 風間三姉妹（浅香唯・大西結花・中村由真）「Remember」

### 道頓堀サプライズライブ
- 高橋洋子「残酷な天使のテーゼ」「魂のルフラン」
- 吉本新喜劇メンバー「明日があるさ」
- なにわ男子「I Wish」「Alpha」

### PEACEFUL PARK 2024 for 能登
- MISIA & Rockon Social Club「傷だらけの王者」
- 藤井フミヤ×MISIA「夜明けのブレス」
- GLAY×MISIA「YOUR SONG feat.MISIA」
- MISIA

### 情熱爆発カーニバルメドレー
- アン ミカ「アンミカーニバル」
- Da-iCE「スターマイン」
- 荻野目洋子「ダンシング・ヒーロー」

### マツケンサンバフラッシュモブ企画
- 松平健「マツケンサンバII」

### サプライズ対談
- 櫻井翔×ビリー・アイリッシュ×YOASOBI

### 世界的ラップソングトリビュートコラボメドレー
- ELLY（三代目J SOUL BROTHERS）、田中樹（SixTONES）、RYOKI（BE:FIRST）「Lose Yourself」
- MAYUKA（NiziU）、RIMA（NiziU）「Finesse (Remix) Feat. Cardi B」
- ELLY（三代目J SOUL BROTHERS）、田中樹（SixTONES）、RYOKI（BE:FIRST）、MAYUKA（NiziU）、RIMA（NiziU）「Pump It」

### 歌おう！私を変えた曲
- 加藤清史郎「瞳をとじて」
- MIIHI（NiziU）& NINA（NiziU）「SWEET 19 BLUES」
- 亀梨和也（KAT-TUN）「Progress」

## 出演者

### 総合司会
- 櫻井翔

### 司会
- 羽鳥慎一
- 水卜麻美（日本テレビアナウンサー）

### NEXTゲート
- バカリズム
- 市來玲奈（日本テレビアナウンサー）

### 出演アーティスト
- aiko
- ILLIT
- 新しい学校のリーダーズ
- アン ミカ
- 石井明美
- imase
- 宇徳敬子（Mi-Ke）
- HY
- AKB48
- aespa
- XG
- &TEAM
- 荻野目洋子
- 風間三姉妹（浅香唯・大西結花・中村由真）
- KAT-TUN
- 加藤清史郎
- 吉川晃司
- King & Prince
- GLAY
- ゴールデンボンバー
- 三代目 J SOUL BROTHERS from EXILE TRIBE
- THE ALFEE
- JO1
- SUPER EIGHT
- SixTONES
- Snow Man
- SEKAI NO OWARI
- Da-iCE
- timelesz
- 高橋洋子
- DA PUMP
- TUBE
- DISH//
- 東京スカパラダイスオーケストラ
- TOMORROW X TOGETHER
- なにわ男子
- Number_i
- NiziU
- NewJeans
- NEXZ
- NOA
- 乃木坂46
- BE:FIRST
- 美麗-Bi-ray-
- 藤井フミヤ
- 星街すいせい
- ポルノグラフィティ
- MY FIRST STORY × HYDE
- MAX
- 松平健
- 松本伊代（& AMAZONS）
- MISIA
- 三浦大知
- Mrs. GREEN APPLE
- milet
- MOON CHILD（ササキオサム）
- 山下智久
- ゆず
- LE SSERAFIM
- Rockon Social Club
- 渡辺美里

### VTRゲスト
- ビリー・アイリッシュ、YOASOBI（インタビュー出演）
- 吉本新喜劇メンバー

## セットリスト
は事前収録、 は過去の映像等のVTR

### 第1部
| 曲順 | アーティスト                          | 楽曲                                               |
| ---- | ------------------------------------- | -------------------------------------------------- |
| 1    | DA PUMP                               | U.S.A.                                             |
| 2    | AKB48                                 | ポニーテールとシュシュ                             |
| 3    | timelesz                              | 人生遊戯                                           |
| 4    | ゴールデンボンバー                    | 女々しくて                                         |
| 5    | &TEAM                                 | チンチャおかしい                                   |
| 6    | NOA                                   | COLORS                                             |
| 7    | HY                                    | 366日 (Official Duet ver.)                         |
| 8    | imase                                 | NIGHT DANCER                                       |
| 9    | JO1                                   | SuperCali                                          |
| 10   | 石井明美                              | CHA-CHA-CHA                                        |
| 11   | MOON CHILD（ササキオサム）            | ESCAPE                                             |
| 12   | 風間三姉妹                            | Remember                                           |
| 13   | 美麗-Bi-ray-                          | Butterfly -short ver-                              |
| 14   | 松本伊代&AMAZONS                      | センチメンタル・ジャーニー（ハーモニーバージョン） |
| 15   | NEXZ                                  | Ride the Vide (Japanese ver.)                      |
| 16   | 星街すいせい                          | ソワレ                                             |
| 17   | 斉藤由貴                              | 卒業                                               |
| 18   | 浜崎あゆみ×氣志團                     | One Night Carnival                                 |
| 19   | KARA                                  | ミスター                                           |
| 20   | 近藤真彦                              | 愚か者                                             |
| 21   | シブがき隊                            | Hey! Bep-pin                                       |
| 22   | DISH//×あいみょん                     | 猫                                                 |
| 23   | ONE OK ROCK×藤原聡                    | Wasted Nights                                      |
| 24   | BARBEE BOYS×竹原ピストル×山崎まさよし | 目を閉じておいでよ                                 |
| 25   | GLAY×HYDE                             | 誘惑                                               |

### 第2部
| 曲順 | アーティスト                              | 楽曲                                                 |
| ---- | ----------------------------------------- | ---------------------------------------------------- |
| 26   | 東京スカパラダイスオーケストラ×imase      | 一日花                                               |
| 27   | 高橋洋子                                  | 残酷な天使のテーゼ                                   |
| 28   | 高橋洋子                                  | 魂のルフラン                                         |
| 29   | 三代目 J SOUL BROTHERS                    | BLAZE                                                |
| 30   | 乃木坂46                                  | おひとりさま天国                                     |
| 31   | 新しい学校のリーダーズ                    | Arigato                                              |
| 32   | 三浦大知                                  | 能動                                                 |
| 33   | NiziU                                     | RISE UP                                              |
| 34   | milet                                     | hanataba                                             |
| 35   | TUBE                                      | ガラスのメモリーズ                                   |
| 36   | TUBE                                      | あー夏休み                                           |
| 37   | XG                                        | WOKE UP                                              |
| 38   | 山下智久                                  | Perfect Storm (feat. TAEHYUN of TOMORROW X TOGETHER) |
| 39   | NewJeans                                  | Hype Boy                                             |
| 40   | timelesz                                  | Anthem                                               |
| 41   | MISIA & Rockon Social Club                | 傷だらけの王者                                       |
| 42   | 藤井フミヤ×MISIA                          | 夜明けのブレス                                       |
| 43   | TOMORROW X TOGETHER                       | ひとつの誓い (We'll Never Change)                    |
| 44   | TUBE                                      | シーズン・イン・ザ・サン                             |
| 45   | H2O                                       | 想い出がいっぱい                                     |
| 46   | 中森明菜                                  | 飾りじゃないのよ涙は                                 |
| 47   | 吉本新喜劇メンバー                        | 明日があるさ                                         |
| 48   | DISH//                                    | いつだってHIGH!                                      |
| 49   | アン ミカ                                 | アンミカーニバル                                     |
| 50   | Da-iCE                                    | スターマイン                                         |
| 51   | 荻野目洋子                                | ダンシング・ヒーロー (Eat You Up)                    |
| 52   | 松平健                                    | マツケンサンバII                                     |
| 53   | THE ALFEE                                 | 星空のディスタンス                                   |
| 54   | HANNI                                     | 青い珊瑚礁                                           |
| 55   | 宇徳敬子                                  | 想い出の九十九里浜                                   |
| 56   | BE:FIRST                                  | Masterplan                                           |
| 57   | ゆず                                      | 栄光の架橋                                           |
| 58   | ゆず                                      | ビューティフル                                       |
| 59   | SUPER EIGHT                               | Eighdays                                             |
| 60   | ILLIT                                     | Magnetic                                             |
| 61   | KAT-TUN                                   | ハルカナ約束                                         |
| 62   | なにわ男子                                | I Wish                                               |
| 63   | なにわ男子                                | Alpha                                                |
| 64   | ELLY・田中樹・RYOKI                       | Lose Yourself                                        |
| 65   | MAYUKA・RIMA                              | Finesse (Remix) Feat. Cardi B                        |
| 66   | ELLY・田中樹・RYOKI・MAYUKA・RIMA・櫻井翔 | Pump It                                              |
| 67   | NewJeans                                  | Hot Sweet                                            |
| 68   | King & Prince                             | halfmoon                                             |
| 69   | XG                                        | SHOOTING STAR                                        |
| 70   | Snow Man                                  | 君は僕のもの                                         |
| 71   | LE SSERAFIM                               | Smart                                                |
| 72   | MY FIRST STORY×HYDE                       | 夢幻                                                 |
| 73   | Mrs. GREEN APPLE                          | ライラック                                           |
| 74   | 渡辺翔太×HUENINGKAI                       | ベテルギウス                                         |
| 75   | 新しい学校のリーダーズ×イモトアヤコ       | オトナブルー                                         |
| 76   | 髙橋海人×SOTA ×KAITA”エモーショナルズ”    | ichiban~Boom Boom Back~How Low                       |
| 77   | GLAY×MISIA                                | YOUR SONG feat. MISIA                                |
| 78   | SEKAI NO OWARI                            | Romantic                                             |
| 79   | SixTONES                                  | GONG                                                 |
| 80   | aespa                                     | Supernova                                            |
| 81   | ポルノグラフィティ                        | 解放区                                               |
| 82   | ポルノグラフィティ                        | アゲハ蝶                                             |
| 83   | Number_i                                  | SQUARE_ONE                                           |
| 84   | Number_i                                  | BON                                                  |
| 85   | HYEIN                                     | プラスティック・ラヴ                                 |
| 86   | MIIHI・NINA                               | SWEET 19 BLUES                                       |
| 87   | 渡辺美里                                  | My Revolution                                        |
| 88   | 加藤清史郎                                | 瞳をとじて                                           |
| 89   | MAX                                       | Give me a Shake                                      |
| 90   | 亀梨和也                                  | Progress                                             |
| 91   | aiko                                      | 相思相愛                                             |
| 92   | MISIA                                     | フルール・ドゥ・ラ・パシオン                         |
| 93   | 吉川晃司                                  | Over The Rainbow                                     |
| 94   | 吉川晃司                                  | KISSに撃たれて眠りたい                               |

## スタッフ
- ナレーター：林田尚親
- 技術統括：大越克人
- 美術統括：大川明子
- 総合TD：鈴木昭博
- 美術プロデューサー：山本澄子
- 美術デザイン：波多野真理、浅田一花、佐藤裕乃
- 大道具：尻無濱宏人、千坂斉、松島世理亜、南智章、長澤伸仁、末次和人、小笠原憲仁、松橋滉平
- 電飾：平ノ内厚夫、糸数青祥、冨田仁、川井智香子、黒沢裕之
- アクリル装飾：松本健、山田隼人、江口綾菜
- 特効：安齋杜緒子、堀田秀二郎、西翔大海
- 小道具：伊沢英樹
- 楽器レンタル：佐藤継信
- メイク：奥松かつら
- 照明：谷田部恵美、井口弘一郎、菅原佑介、鹿野功、森昴平
- SW：吉田健治、鈴木健司
- CAM：福田伸一郎、早川智晃
- VE：高橋卓、柳原拓実
- PA：内藤甲斐
- MIX：原秀彰、瀧島要介、杉村理紗
- 音効：岡崎宏、西谷香澄
- モニター：一由雄太、吉邑光司
- CGデザイン：水落功真
- バーチャルCG：清水莉子、岸楓馬
- デジタルプロデューサー：大園菜々実
- データ放送：稲福祥子
- HP：岡部愛
- 汐留本社 SVサブ
  - TD：中村晋也
  - SW：北折雅人、後村武
  - MIX：伊藤義典
  - VE：北岡大輔
  - ノンリニア編集：今井綾乃
  - 音効：杉山謙一郎、相田恵美子
  - ECG：宮前芳恵、橋田可奈子、齋藤さやか
  - TK：山際慎子、太田美沙、山岸由佳、神保よしみ、伊村佳恵、田中美南子
  - ベストポイントディレクター：豊永満、諏訪裕紀、出野皓平、高村いずみ、八巻珠美
  - ディレクター：吉田ゆりや、淺沼丈生、後藤喬之、加村元輝
  - プロデューサー：森山琢哉
- 石川県産業展示館中継
  - TD：牛山敏彦、竹田風紀（KTK）
  - VE：山本大輝（KTK）
  - SW：和多利雅之（KTK）
  - MIX：長津将人（KTK）
  - ディレクター：並河和奈、橋村和幸、鈴木千香、石川由乃
  - プロデューサー：藤本弘志、山崎みみ
- ポートメッセなごや中継
  - TD：高岡彰吾、岩崎淳（CTV）
  - SW：竹本裕彰（CTV MID ENJIN）
  - AUD：前田英人（CTV）
  - ディレクター：新井章司、岡部憲道、山下達磨、織田充希
  - プロデューサー：渡辺健太郎
- マツケンサンバフラッシュモブ企画
  - ディレクター：山口耕平、酒井普哉、管優歌、久保田篤哉
  - プロデューサー：小林香央莉
  - 技術協力：池田屋
- 道頓堀サプライズライブ企画
  - ディレクター：伊藤那月、三谷未来
- 美術・技術協力：NiTRO、日テレアート、KTK、CTV、日放、共立ライティング、東宝舞台、丸与デザインテック、中央宣伝企画、テルミック、コマデン、ヤマモリ、SIS(エス・アイ・エス)、コスモスペース、KDDI、TACT、ヌーベルバーグ、日本テックトラスト、エフェクトジャパン、ジャパンテレビ、三響社
- 制作協力：AX-ON、オフィス・ケーアール、ゴットキッズ、モスキート、SION、AGASUS
- 情報提供：ORICON
- 番組PR
  - ディレクター：萩原哲也
  - プロデューサー：窪彩花
- 運営：光岡裕子、脇阪真琴、山崎李奈、甲斐主現
- 幕張メッセプロデューサー：前田直敬、平井杏奈、本橋武夫、吉田一浩
- 構成作家：桜井慎一、桝本壮志、川上トリオ、木南広明、成瀬正人
- TK：桜井えみこ、田中彩
- デスク：西端薫
- FM：加藤健太、湯本夏輝、佐藤晴香、高橋果歩、斉籐鈴乃、西田朱里
- 演出補：松本亜弓、亀井理美、村岡美里、山本剛史、土田満春、山口茉莉、富田文子、長坂美月、木村璃子、浅田拓音、森岡巴渚
- 制作進行：斎藤寿
- ディレクター：佐々木万由子、廣瀬隆太郎、阿部聡、錦織信彦、安達穣史、松本匡貴、片岡明日香、稲元雅俊、庄司名衣、廣本諒介、田中もも、町田有、山本ゆかり
- プロデューサー：貝山京子、柏原萌人、傅克文、清千里、森下典子、比嘉智樹、橋本隆、山崎佑里子、和田裕子、大塚明、阿比留ほのほ
- 音楽演出：中村文彦
- 生放送演出：渡辺春佳
- 統括プロデューサー：河野雄平
- 総合プロデューサー：岩崎小夜子
- 総合演出：石﨑史郎
- チーフプロデューサー：島田総一郎
- 製作著作：日本テレビ

## 関連番組
- 1億3000万人のSHOWチャンネル
  - 当番組の総合司会を務める櫻井翔と司会を務める羽鳥慎一が出演していたバラエティ番組。レギュラー放送としては、2024年3月16日に最終回を迎えた。
- バズリズム02
  - 当番組のNEXTゲートMCのバカリズムと市來玲奈がレギュラー出演している音楽番組。